# Lista över fornlämningar i Varbergs kommun (Varberg)
Lista över fornlämningar i Varbergs kommun (Varberg) är en förteckning av ett urval av de fornlämningar som finns i Varberg i Varbergs kommun.
| Namn                                | Lämningstyp                 | Tillkomsttid | Historisk indelning | Plats | Läge                 | ID-nr          | Bild                                      |
| ----------------------------------- | --------------------------- | ------------ | ------------------- | ----- | -------------------- | -------------- | ----------------------------------------- |
| Randens hög (Varberg 1:1)           | Hög                         |              | Varberg, Halland    |       | 57.088400, 12.261823 | 10151600010001 | Ladda upp en till bild av detta fornminne |
| Varberg 2:1                         | Röse                        |              | Varberg, Halland    |       | 57.085038, 12.260404 | 10151600020001 | Ladda upp en bild av detta fornminne      |
| Varberg 3:1                         | Röse                        |              | Varberg, Halland    |       | 57.085918, 12.242782 | 10151600030001 | Ladda upp en bild av detta fornminne      |
| Varberg 4:1                         | Röse                        |              | Varberg, Halland    |       | 57.087049, 12.240107 | 10151600040001 | Ladda upp en bild av detta fornminne      |
| Varberg 5:1                         | Röse                        |              | Varberg, Halland    |       | 57.087721, 12.237858 | 10151600050001 | Ladda upp en bild av detta fornminne      |
| Varberg 6:1                         | Röse                        |              | Varberg, Halland    |       | 57.118505, 12.199301 | 10151600060001 | Ladda upp en bild av detta fornminne      |
| Varberg 6:2                         | Stensättning                |              | Varberg, Halland    |       | 57.118739, 12.199537 | 10151600060002 | Ladda upp en bild av detta fornminne      |
| Varberg 6:3                         | Stensättning                |              | Varberg, Halland    |       | 57.118877, 12.199599 | 10151600060003 | Ladda upp en bild av detta fornminne      |
| Varberg 6:4                         | Stensättning                |              | Varberg, Halland    |       | 57.119101, 12.199667 | 10151600060004 | Ladda upp en bild av detta fornminne      |
| Varberg 7:1                         | Röse                        |              | Varberg, Halland    |       | 57.117171, 12.196020 | 10151600070001 | Ladda upp en bild av detta fornminne      |
| Stora Våle (Varberg 8:1)            | Röse                        |              | Varberg, Halland    |       | 57.118115, 12.196708 | 10151600080001 | Ladda upp en till bild av detta fornminne |
| Stora Våle (Varberg 8:2)            | Röse                        |              | Varberg, Halland    |       | 57.117946, 12.197480 | 10151600080002 | Ladda upp en bild av detta fornminne      |
| Oldsten (Varberg 9:1)               | Röse                        |              | Varberg, Halland    |       | 57.121303, 12.210354 | 10151600090001 | Ladda upp en bild av detta fornminne      |
| Varberg 11:1                        | Stensättning                |              | Varberg, Halland    |       | 57.093873, 12.269241 | 10151600110001 | Ladda upp en bild av detta fornminne      |
| Varberg 12:1                        | Hög                         |              | Varberg, Halland    |       | 57.093617, 12.273242 | 10151600120001 | Ladda upp en bild av detta fornminne      |
| Varberg 12:2                        | Hög                         |              | Varberg, Halland    |       | 57.093807, 12.273813 | 10151600120002 | Ladda upp en bild av detta fornminne      |
| Varberg 12:3                        | Hög                         |              | Varberg, Halland    |       | 57.094045, 12.274102 | 10151600120003 | Ladda upp en bild av detta fornminne      |
| Varberg 12:4                        | Stensättning                |              | Varberg, Halland    |       | 57.093294, 12.272938 | 10151600120004 | Ladda upp en bild av detta fornminne      |
| Varberg 14:1                        | Stensättning                |              | Varberg, Halland    |       | 57.092621, 12.273098 | 10151600140001 | Ladda upp en bild av detta fornminne      |
| Varberg 14:2                        | Stensättning                |              | Varberg, Halland    |       | 57.092669, 12.273407 | 10151600140002 | Ladda upp en bild av detta fornminne      |
| Varberg 15:1                        | Hög                         |              | Varberg, Halland    |       | 57.092257, 12.272013 | 10151600150001 | Ladda upp en bild av detta fornminne      |
| Varberg 17:1                        | Röse                        |              | Varberg, Halland    |       | 57.095257, 12.282983 | 10151600170001 | Ladda upp en bild av detta fornminne      |
| Varberg 18:1                        | Stensättning                |              | Varberg, Halland    |       | 57.095070, 12.288021 | 10151600180001 | Ladda upp en bild av detta fornminne      |
| Varberg 18:2                        | Stensättning                |              | Varberg, Halland    |       | 57.095661, 12.287674 | 10151600180002 | Ladda upp en bild av detta fornminne      |
| Varberg 18:3                        | Stensättning                |              | Varberg, Halland    |       | 57.095536, 12.287359 | 10151600180003 | Ladda upp en bild av detta fornminne      |
| Varberg 19:1                        | Stensättning                |              | Varberg, Halland    |       | 57.096242, 12.287675 | 10151600190001 | Ladda upp en bild av detta fornminne      |
| Varberg 19:2                        | Stensättning                |              | Varberg, Halland    |       | 57.096169, 12.287493 | 10151600190002 | Ladda upp en bild av detta fornminne      |
| Varberg 19:3                        | Stensättning                |              | Varberg, Halland    |       | 57.096426, 12.286948 | 10151600190003 | Ladda upp en bild av detta fornminne      |
| Varberg 19:4                        | Stensättning                |              | Varberg, Halland    |       | 57.096057, 12.287417 | 10151600190004 | Ladda upp en bild av detta fornminne      |
| Varberg 20:1                        | Röse                        |              | Varberg, Halland    |       | 57.096859, 12.287147 | 10151600200001 | Ladda upp en bild av detta fornminne      |
| Varberg 21:1                        | Stensättning                |              | Varberg, Halland    |       | 57.099957, 12.282176 | 10151600210001 | Ladda upp en bild av detta fornminne      |
| Varberg 22:1                        | Stensättning                |              | Varberg, Halland    |       | 57.116000, 12.277568 | 10151600220001 | Ladda upp en bild av detta fornminne      |
| Gamla Varbers kyrka (Varberg 23:1)  | Kyrka/kapell                |              | Varberg, Halland    |       | 57.112397, 12.253262 | 10151600230001 | Ladda upp en till bild av detta fornminne |
| Varberg 24:1                        | Hög                         |              | Varberg, Halland    |       | 57.093490, 12.246834 | 10151600240001 | Ladda upp en bild av detta fornminne      |
| Varberg 26:2                        | Kyrka/kapell                |              | Varberg, Halland    |       | 57.106119, 12.243469 | 10151600260002 | Ladda upp en bild av detta fornminne      |
| Björnaberg (Varberg 29:1)           | Stensättning                |              | Varberg, Halland    |       | 57.121048, 12.293533 | 10151600290001 | Ladda upp en bild av detta fornminne      |
| Björnaberg (Varberg 29:2)           | Hällristning                |              | Varberg, Halland    |       | 57.121048, 12.293533 | 10151600290002 | Ladda upp en bild av detta fornminne      |
| Varberg 30:1                        | Hög                         |              | Varberg, Halland    |       | 57.116247, 12.274225 | 10151600300001 | Ladda upp en till bild av detta fornminne |
| Varberg 31:1                        | Stensättning                |              | Varberg, Halland    |       | 57.116617, 12.270122 | 10151600310001 | Ladda upp en bild av detta fornminne      |
| Varberg 31:2                        | Stensättning                |              | Varberg, Halland    |       | 57.116524, 12.270873 | 10151600310002 | Ladda upp en bild av detta fornminne      |
| Varberg 32:1                        | Hög                         |              | Varberg, Halland    |       | 57.113396, 12.268299 | 10151600320001 | Ladda upp en bild av detta fornminne      |
| Varberg 33:1                        | Stensättning                |              | Varberg, Halland    |       | 57.129662, 12.258236 | 10151600330001 | Ladda upp en bild av detta fornminne      |
| Varberg 34:1                        | Stensättning                |              | Varberg, Halland    |       | 57.127593, 12.259522 | 10151600340001 | Ladda upp en bild av detta fornminne      |
| Höga rör (Varberg 36:1)             | Stensättning                |              | Varberg, Halland    |       | 57.096975, 12.284961 | 10151600360001 | Ladda upp en bild av detta fornminne      |
| Höga rör (Varberg 36:2)             | Stensättning                |              | Varberg, Halland    |       | 57.096580, 12.284699 | 10151600360002 | Ladda upp en bild av detta fornminne      |
| Varberg 37:1                        | Stensättning                |              | Varberg, Halland    |       | 57.099361, 12.281589 | 10151600370001 | Ladda upp en bild av detta fornminne      |
| Varberg 38:1                        | Stensättning                |              | Varberg, Halland    |       | 57.098317, 12.283823 | 10151600380001 | Ladda upp en bild av detta fornminne      |
| Varberg 39:1                        | Stensättning                |              | Varberg, Halland    |       | 57.103188, 12.281013 | 10151600390001 | Ladda upp en bild av detta fornminne      |
| Varberg 39:2                        | Stensättning                |              | Varberg, Halland    |       | 57.103605, 12.281471 | 10151600390002 | Ladda upp en bild av detta fornminne      |
| Gamla Påskberget (Varberg 40:1)     | Stensättning                |              | Varberg, Halland    |       | 57.101817, 12.259018 | 10151600400001 | Ladda upp en bild av detta fornminne      |
| Gamla Påskberget (Varberg 40:2)     | Stensättning                |              | Varberg, Halland    |       | 57.101739, 12.259260 | 10151600400002 | Ladda upp en bild av detta fornminne      |
| Varberg 42:1                        | Stensättning                |              | Varberg, Halland    |       | 57.138316, 12.202966 | 10151600420001 | Ladda upp en bild av detta fornminne      |
| Varberg 43:1                        | Grav markerad av sten/block |              | Varberg, Halland    |       | 57.107296, 12.222826 | 10151600430001 | Ladda upp en bild av detta fornminne      |
| Varberg 59:1                        | Hällristning                |              | Varberg, Halland    |       | 57.093600, 12.255133 | 10151600590001 | Ladda upp en bild av detta fornminne      |
| St Jörgens kyrkogård (Varberg 63:1) | Begravningsplats            |              | Varberg, Halland    |       | 57.103391, 12.248876 | 10151600630001 | Ladda upp en till bild av detta fornminne |
| Varberg 69:1                        | Hällristning                |              | Varberg, Halland    |       | 57.118286, 12.271226 | 10151600690001 | Ladda upp en bild av detta fornminne      |
| Varberg 69:2                        | Stensättning                |              | Varberg, Halland    |       | 57.118271, 12.270534 | 10151600690002 | Ladda upp en bild av detta fornminne      |
| Varberg 72:1                        | Stensättning                |              | Varberg, Halland    |       | 57.094288, 12.267935 | 10151600720001 | Ladda upp en bild av detta fornminne      |
| Varberg 72:2                        | Stensättning                |              | Varberg, Halland    |       | 57.094202, 12.268310 | 10151600720002 | Ladda upp en bild av detta fornminne      |
| karlskulle. (Varberg 83:1)          | Stensättning                |              | Varberg, Halland    |       | 57.126906, 12.211300 | 10151600830001 | Ladda upp en bild av detta fornminne      |
| Varberg 88:2                        | Hällristning                |              | Varberg, Halland    |       | 57.092070, 12.269489 | 10151600880002 | Ladda upp en bild av detta fornminne      |
| Varberg 99:1                        | Fiskeläge                   |              | Varberg, Halland    |       | 57.137341, 12.203133 | 10151600990001 | Ladda upp en bild av detta fornminne      |
| Varberg 119:1                       | Hällristning                |              | Varberg, Halland    |       | 57.091128, 12.269504 | 10151601190001 | Ladda upp en bild av detta fornminne      |